# Really (album de J.J. Cale)
 (janvier 2021).
Pour les articles homonymes, voir Really.
Albums de JJ Cale
Naturally
(1971) Okie
(1974)
Singles
1. Lies / Riding Home
Sortie : octobre 1972
2. Going Down / Louisiana Women
Sortie : juillet 1973

Really est le 2e album de l'auteur-compositeur-interprète et guitariste américain J.J. Cale. Il est sorti le 30 novembre 1972 sur le label Shelter Records.

## Historique
L'album a été enregistré à Nashville et Mount Juliet dans le Tennessee et à Muscle Shoals dans l'Alabama entre avril et juillet 1972 et a été produit par Audie Ashworth.
Le titre Everything Will Be Alright sera repris par Eric Clapton en 2010 sur l'album Clapton, J.J. Cale accompagnant Clapton. Lies et Going Down feront l'objet d'une sortie en single.
Cet album se classa à la 92e place du Billboard 200 aux États-Unis. Il fit aussi une apparition à la 11e place des les charts norvégiens.

## Liste des titres
- Toutes les compositions sont signées par J.J. Cale, sauf indications.

Face 1
| No | Titre                       | date et lieu d'enregistrement                              | Durée |
| -- | --------------------------- | ---------------------------------------------------------- | ----- |
| 1. | Lies                        | 8 avril 1972, The Muscle Shoals studios, Muscle Shoals, AL | 2:56  |
| 2. | Everything Will Be Alright  | 6 avril 1972, Quadraphonic Studios, Nashville, TN          | 3:16  |
| 3. | I'll Kiss the World Goodbye | 10 avril 1972, Quadraphonic Studios, Nashville, TN         | 1:45  |
| 4. | Changes                     | 6 avril 1972, Quadraphonic Studios, Nashville, TN          | 2:20  |
| 5. | Right Down Here             | 7 avril 1972, Quinvy Studios, Muscle Shoals, AL            | 3:14  |
| 6. | If You're Ever in Oklahoma  | 4 avril 1972, Bradley's Barn, Mt. Juliet, TN               | 2:07  |

Face 2
| No | Titre                        | date et lieu d'enregistrement                    | Durée |
| -- | ---------------------------- | ------------------------------------------------ | ----- |
| 1. | Riding Home                  | 27 juin 1972, Bradley's Barn, Mt. Juliet, TN     | 2:41  |
| 2. | Going Down (Don Nix)         | 9 juillet 1972, Moss Rose Studios, Nashville, TN | 3:02  |
| 3. | Soulin'                      | 7 avril 1972, Quinvy Studios, Muscle Shoals, AL  | 2:23  |
| 4. | Playin' in the Street        | 4 avril 1972, Bradley's Barn, Mt. Juliet, TN     | 2:24  |
| 5. | Mo Jo (McKinley Morganfield) | 9 juillet 1972, Moss Rose Studios, Nashville, TN | 2:29  |
| 6. | Louisiana Women              | 4 avril 1972, Bradley's Barn, Mt. Juliet, TN     | 3:04  |

## Musiciens
- JJ Cale: chant, guitare rythmique et solo, piano électrique, piano, basse, batterie
- Jimmy Johnson - guitare rythmique (Lies)
- Mac Gayden - guitare solo (Right Down Here), guitare slide (Soulin')
- Jimmy Capps - guitare rythmique (Right Down Here, If You're Ever in Oklahoma, Playin' in the Street, Louisiana Women)
- Bill Boatman - guitare (Going Down, Mo Jo)
- David Hood: guitare basse (Lies)
- Norbert Putnam - guitare basse (Everything Will Be Alright, I'll Kiss You Goodbye, Changes)
- Bob Ray - guitare basse (Right Down Here, Soulin')
- Joe Zinkan - guitare basse  (If You're Ever in Oklahoma, Playin' in the Street, Louisiana Women)
- Gary Gilmore - guitare basse  (Going Down, Mo Jo)
- Josh Graves - dobro (If You're Ever in Oklahoma, Louisiana Women)
- Roger Hawkins (en) - batterie (Lies)
- George Soulé - batterie (Right Down Here, soulin')
- Farrell Morris - percussions (If You're Ever in Oklahoma, Playin' in the Street), congas (Changes, Louisiana Women), batterie (Everything Will Be Alright)
- Kenneth A. Buttrey - batterie (I'll Kiss You Goodbye)
- Jim Karstein - batterie  (Going Down, Mo Jo)
- Robert De Niro - congas (Right Down Here), tambourin (Soulin')
- Barry Beckett - piano électrique (Lies)
- Bobby Woods - piano (Everything Will Be Alright, Changes)
- David Paul Briggs - piano (I'll Kiss You Goodbye)
- Kossie Gardner - orgue (Right Down Here)
- Norman Ray Bass - saxophone bariton (Lies)
- Bill Humble - trombone (Lies)
- Don Sheffield - trompette (Lies, Right Down Here)
- Bob Phillips - trompette (Lies, Right Down Here)
- Linda Hamilton- harmonica (Ridin' Home)
- Vassar Clements - violon (If You're Ever in Oklahoma, Playin' in the Street, Louisiana Women)
- David Bowie: chœurs (Lies)

## Charts
Album
| Pays       | Durée du classement | Meilleur classement |
| ---------- | ------------------- | ------------------- |
| États-Unis | 11 semaines         | 92e                 |
| Norvège    | 6 semaines          | 11e                 |

Single
| Année | Single | Chart   | Durée du classement | Position |
| ----- | ------ | ------- | ------------------- | -------- |
| 1973  | "Lies" | Hot 100 | 8 semaines          | 42e      |